# Achille Anani
Marcellin Achille Anani Junior (Aboisso-Comoé, Costa de Marfil, 27 de diciembre de 1994) es un futbolista marfileño.

## Carrera profesional
Nacido en Aboisso-Comoé, Anani pasó sus primeros años en Aubervilliers y el Centro de Entrenamiento de Fútbol de París, antes de unirse a Marsella para completar su formación. Hizo ocho apariciones y anotó dos goles para la sección juvenil en la Serie NextGen (2011-13). Simultáneamente, Anani jugó para las reservas de Marsella en el Championnat National 3. Finalmente, fue ascendido a la selección absoluta en 2012, siendo suplente en varios partidos.
En junio de 2014, tras dejar el Marsella, Anani fue relacionado con el club austriaco Red Bull Salzburg, pero nunca se llegó a un acuerdo. En el verano de 2015, Anani firmó con el club serbio de segunda división Dinamo Vranje. Apareció en siete juegos y anotó dos veces para el equipo, antes de marcharse. A principios de 2017 regresó a Francia y fichó por el Aubagne Football Club. En octubre abandonó Aubagne y fichó por el Marseille Endoume. El 31 de mayo de 2019, Anani se incorporó al Football Bourg-en-Bresse Péronnas 01. El 9 de agosto de 2022, Anani fichó por el Red Star Football Club.